# Diákemlékmű (Nagyenyed)
A nagyenyedi Diákemlékmű az 1704-ben a városra törő, fosztogató-gyújtogató labancok ellen harcoló kollégiumi diákoknak állít emléket. A város legrégibb köztéri emlékműve; 1896-ban avatták fel a Kápolnadombon elhelyezkedő Sétatéren, ahol a hagyomány szerint az elesett diákokat eltemették. Klasszicista stílusú, mauzóleumszerű építmény; négy oszlop egy négyszögletes kupolát tart, mely egy oltárkő fölé magasodik.

## Történelmi háttér
A Rákóczi-szabadságharc alatt, 1704. március 16-án Jean Rabutin parancsára a labanc csapatok megtámadták a védtelenül hagyott, kurucpárti Nagyenyed városát Johann Karl Tige vezetésével, állítólag azért, hogy megbosszulják egy elfogott kém megcsonkítását. A polgárok egy része már kora reggel a várba menekült, másik része a városon kívül fekvő szőlőskertekbe. A város elöljárói kegyelemért könyörögtek, Tige viszont csak annyi engedményt tett, hogy a városiak családjukkal együtt a nagyenyedi kollégium udvarára vonulhattak, majd egyórás szabadrablást engedélyezett katonáinak. A zsákmányolás után a trombitás jelt adott a kirendelt gyújtogatóknak, hogy az összes köz- és magánépületet, templomokat és tornyokat fáklyákkal gyújtsák fel, így az egész város lángra lobbant. Azokat a gyermekeket és betegeket, akik rettegésükben a kemencékben és egyéb helyeken rejtőztek el, később megégve vagy a füsttől megfulladva találták meg. Az áldozatok számát kétszázra becsülték.
A polgárok egy idő után a rablást nem tudták tétlenül nézni és rárontottak az ellenségre, kiszorítva őket a városból. Közöttük volt a kollégium harminc diákja, akik Pápai Páriz Ferenc parancsa ellenére szöktek ki az épületből, a Maros partján fűzfadorongokat vágtak, majd rajtaütöttek a távozó labancokon, egészen Miriszlóig kergetve őket. A harcban huszonnyolc diák esett el, a legenda szerint az életben maradt kettő pedig a marosdécsei patak mellett szúrta le botjait, melyek fűzfákká serkentek. Ezt az eseményt tette ismertté Jókai Mór A nagyenyedi két fűzfa cimű elbeszélésében.

## Az emlékmű története
A támadást követő napon Kolozsvári István, Pápai Páriz Ferenc és Enyedi István professzorok az elesett diákokat a városból Miriszló irányába vezető utca végében helyezték örök nyugalomra. A hagyomány szerint a sírhant fölé később egy kápolnaszerű síremléket emeltek Püspöki Péter, Alsó-Fehér vármegye főbírója, a kollégium volt diákja kezdeményezésére. Szilágyi Farkas állítása szerint azonban a kuruc diákok hantjának helye ismeretlen; az emlékhelyként leírt kápolna voltaképpen Püspöki Péter családi sírboltja volt.
Ez a kápolna az idők során elromosodott és elpusztult. Dienes Jenő a következőképpen írja le a 19. század végén uralkodó állapotokat: „Ezen rövid utca végén [...] volt a tiszta, szép városi sétány, melyet Jókai Mór A nagyenyedi két fűzfa című elbeszéléséből ismert hős diákok sírja fölé emelt, de már rég elromlott sírkápolna emlékére Kápolna néven ismertünk. [...] Édesapámtól hallottam, hogy az ő diákéveiben, a [19. század] ötvenes-hatvanas éveiben a Kápolna romjai még álltak. A mai szép sétatér helye pedig rendetlen, bokros, dimbes-dombos hely volt. [...] Kisdiák koromban a síron csak egy fűvel benőtt jókora domb volt, közepén állt egy zöldre festett cserfa oszlop és tetején egy ritkán meggyújtott petróleumlámpa.”
Az új Diákemlékmű állítását a régi kápolna helyén a kollégium Ifjúsági Önképző Köre kezdeményezte 1895-ben, felavatását az 1896-os millenniumi ünnepségek időszakára időzítették. Tervezői Király és Zyzda építészek voltak, kivitelezői Klösz József és Bertha Mihály kőfaragók. A zenekar és dalkar kíséretével tartott ünnepségen rengeteg ember vett részt, Nagy Lajos igazgató beszédet mondott, az alkotást pedig Kovács Gyula nagyenyedi polgármester vette át.
A román hatalomátvételt követően többször megrongálták: oltárkövét feldöntötték (visszaállítására csak évtizedek múltán kerülhetett sor), kupoláját leverték. Első felújítása 1972-ben történt meg, a kollégium fennállásának 350. évfordulóján. A második restaurálást 2010 tavaszán végezték, ebből az alkalomból környezetét is rendezték. A javításokat Baróti Hunor gyergyói restaurátor és Kiss Zoltán gyulafehérvári kőrestaurátor végezték el.

## Leírása
Négy kerek oszlopon álló, négyszögletes kupolájú, homokkőből készült klasszicista építmény. Közepén oltárkő áll, melynek lapján egy babérkoszorú által körbefogott könyv domborműve látható 1704. III. 16-os keltezéssel, továbbá a következő latin felirat olvasható: SANGVINE SVO SVPREMAE LEGI SVBSCRIBENTES HIC IACENT STVDIOSI COLEGII BETHLENIANI A.D. MDCCIV DIE XVI MARTII, vagyis A Bethlen-kollégium diákjai a vérhullatás legfelsőbb törvényének engedelmeskedve nyugszanak itt, 1704. március 16.
A kőasztal oldalán márványlapokat helyeztek el, megörökítve tizennégy nevet, melyek egy régi feliraton fennmaradtak: Debreczeni István contrascriba, Szászhalmi György esküdt, Szotyori Imre, Dobolyi Ferenc, Szotyori Gergely, Bányai Váradi János, Krizbai György, Zágoni András, Marosvásárhelyi Péter, Kaposi Rigó Sámuel, Magyari István, Ajtai András, Vajai György, Szemeriai György.